# VFA-11
11ème Escadron de chasseurs d'attaque
Le Strike Fighter Squadron 11 (STRKFITRON 11 ou VFA-11), est un escadron de chasseurs d'attaque de l'US Navy stationné à la Naval Air Station Oceana, en Virginie, aux États-Unis. L'escadron a été créé en 1950 et est surnommé "Red Rippers" (indicatif d'appel "Ripper"). Le VFA-11 est équipé du F/A-18E/F Super Hornet et actuellement affecté au Carrier Air Wing One sur l'USS Harry S. Truman (CVN-75) et sous le commandement du Strike Fighter Wing Atlantic.

## Origine

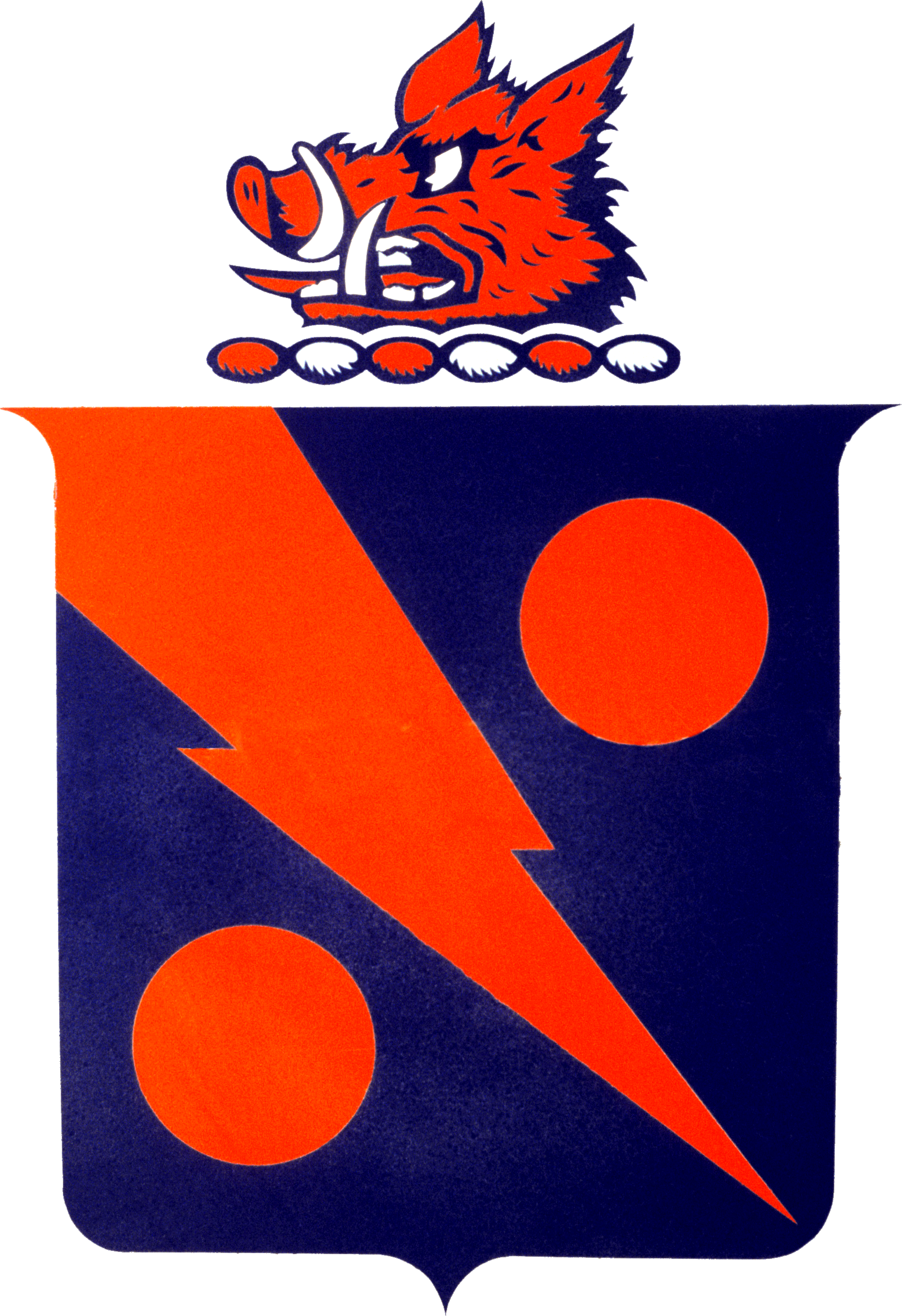
Insigne du VF-11

Trois escadrons distincts ont été désignés VF-11, et deux escadrons distincts ont été connus sous le nom de Red Rippers.
- Le premier VF-11 (jamais connu sous le nom de Red Rippers) a été créé en 1942, a étérenommé VF-111 (en) en 1948 et a été supprimé en janvier 1959.
- Le deuxième VF-11 (en), connu sous le nom de Red Rippers, a été créé en 1927 et est allé à travers de nombreuses redésignations avant d'être dissout en février 1959.
- Le troisième escadron distinct a été créé sous le nom de VF-43, connu sous le nom de Rebel's Raiders le 1er septembre 1950 à la Naval Air Station Jacksonville, et a finalement été renommé VFA-11[1].

Le VFA-11 a déménagé au Naval Air Station Cecil Field le 18 septembre 1950 et a été initialement équipé de nouveaux chasseurs s F4U-5 Corsair  en octobre 1950. Son premier déploiement de a eu lieu à bord de l'USS Oriskany (CV-34) en Méditerranée d'avril à octobre 1951.

## Service
Durant la crise de la mer Rouge, le 22 décembre 2024, le croiseur USS Gettysburg (CG-64) de la classe Ticonderoga en mer Rouge, « a tiré par erreur […] et touché » un avion de combat Boeing F/A-18E/F Super Hornet du VFA-11 à qui avait décollé du porte-avions USS Harry S. Truman (CVN-75). Les deux pilotes ont survécu.

## Galerie
|                                |
| Super Hornet du VFA-11 en 2007 |

|                                |
| Super Hornet du VFA-11 en 2012 |